# Степненська сільська рада (Запорізький район)
| Степненська сільська рада — орган місцевого самоврядування у Запорізькому районі Запорізької області з адміністративним центром у с. Степне. Сільській раді підпорядковані населені пункти: - с. Степне - с-ще Ростуще - с. Шевченківське - с. Наталівка - с. Лежине - с. Новостепнянське - с. Черепівське - с-ще Івано-Ганнівка |

## Склад ради
Рада складається з 22 депутатів та голови.

### Керівний склад ради
| ПІБ                           | Основні відомості                                                 | Дата обрання | Дата звільнення |
| ----------------------------- | ----------------------------------------------------------------- | ------------ | --------------- |
| Любименко Вячислав Михайлович | сільський голова, 1965 року народження, освіта вища, безпартійний | 14.05.2014   |                 |

Примітка: таблиця складена за даними джерела